# Метёлкин, Владислав Михайлович
Владисла́в Миха́йлович Метёлкин (род. 11 марта, 1962, пос. Метелкино, Северодонецк, Луганская область) — украинский художник-пейзажист.

## Биография
Владислав родился пятым ребенком в многодетной семье и рано остался сиротой. Мать умерла, когда ему было 5 лет, отец — когда ему было 9. Только поддержка старших братьев помогла перенести страшную утрату.
В 1976 году он знакомится с художником В. В. Цветным, который стал первым наставником в сфере живописи для Владислава.
В 1979 году поступает на курсы художника-оформителя и вскоре устраивается художником Луганской областной филармонии.
В 1980 году — был призван на срочную службу в РВСН города Ростов-на-Дону.
В 1982 году за отличную службу и профессионализм Владиславу выдают рекомендацию для внеконкурсного зачисления в высшие специализированные учебные заведения.
С 1983 года по 1988 год учился в Одесском педагогическом университете на художественно-графическом факультете.
Женат, имеет дочь.

## Творчество и выставки
- 1991 год — Владислав становится художественным руководителем объединения художников г. Одессы — «Творчество».
- 1994 год — Проходит первая персональная выставка художника в Одесском историко-краеведческом музее. Во время выставки к Владиславу приходит настоящее признание — проданные картины разъезжаются не только по территории СНГ, но также в Грецию, Китай и Японию.
- 1999 год — Экспозиция работ в Национальной академии внутренних дел Украины (г. Киев).
- 2000 год — Участие в выставках живописи: «Киевская весна-2000» (г. Киев); «Наш дом — Одесса» (г. Одесса); арт-проект «Родник» (г. Киев).
- 2001 год — Участие в выставках: «Евроимидж — 2001» (г. Киев); «Арт-мост-проект» (г. Одесса); «Одесская арт-панорама» (г. Одесса); «МММ» — «Метёлкин-Мельников-Михайлов» (г. Одесса); «Пятый Международный фестиваль искусств» (г. Одесса).
- 2002 год — Участие в выставке живописи «Поэзия красок» в Украинском фонде культуры[укр.] (г. Киев).
- 2006 год — Владислав передает свое полотно в Запорожский областной художественный музей для экспозиции.
- 2007 год — Участие в арт-проекте «Благословение» (Российский дом науки и культуры в Берлине, Германия).
- 2007 год — Проходит персональная выставка Владислава в музее «Духовные сокровища Украины»[укр.], г. Киев[2].
- 2007 год — Проходит персональная выставка художника «Поэзия природы» в Киевском национальном университете имени Тараса Шевченко, при содействии Международного фонда имени Ярослава Мудрого.
- 2007 год — Участие в выставке, посвященной открытию Международного Фонда «Культурное достояние», в галерее «N-Проспект» (Россия, г. Санкт-Петербург).

- 2008 год — Участие в Международной выставке «Черногория» (г. Котор); первом Международном Пленэре «Черногория 2008»[3]; арт-фестивале «Благословение» (Германия, г. Магдебург)[4].
- 2008 год — Проходит персональная выставка Владислава в галерее «N-Проспект» (Россия, г. Санкт-Петербург)[5].
- 2009 год — Участие в выставке «Роса» (Словакия, г. Братислава, г. Прага)[6][7].
- 2009 год — Проходит персональная выставка художника в г. Радомышль.
- 2011 год — Участие в выставке «Италии от всего сердца» (Италия, г. Рим; г. Милан)[8][9].
- 2012 год — Участие в проекте «Авиарт-2012»[10].
- 2013 год — Участие в выставке живописи «Природы нежное дыханье»[11].
- 2016 год — Участие в выставке «Наследие». Галерея «Heritage» (г. Женева, Швейцария)[12][13].

Картины В. Метёлкина приобретены несколькими музеями Украины и России, а также хранятся в частных коллекциях ценителей искусства на Украине, России, США, Франции, Польше и Германии.

## Награды и премии
- 2004 год — Патриарх Киевский и всея Руси-Украины Филарет лично награждает Владислава Метёлкина Орденом Святого Архистратига Михаила III степени — «За заслуги по возрождению духовности в Украине и утверждение Поместной Украинской Православной Церкви».
- 2007 год — Диплом 1 степени от Международного Фонда «Культурное достояние» — «За вклад в развитие русского реалистического искусства»[14].
- 2007 год — Присвоено звание лауреата конкурса художников России и стран СНГ (Россия, г. Санкт-Петербург).
- 2012 год — Золотая медаль «За мастерство» и почетный Диплом от Международного Фонда «Культурное достояние» — «За особый вклад в изобразительное искусство».

## Издания
- Художественный альбом Владислава Метёлкина[15][16].